# 石田真
石田 真（いしだ まこと、1954年5月30日 -没年不明9月26日 ）は、栃木県安蘇郡田沼町（現：佐野市）出身の元プロ野球選手。ポジションは投手。

## 人物・来歴
足利工業高校 (足利工) では第54回高校野球選手権に出場し、2回戦で金本誠吉がいる中京高校に4-0で敗れた。
中学2年から投手となり、一級品のスピードボールで作新学院から熱心に勧誘されたが、野球で身を立てる考えの無かった石田は専門的な技術を身につけようと足利工業に進学した。1年の夏から足利工のエースを務め、とてつもなくスピードのある右腕であった。1学年下であった作新学院の江川卓が当時「石田さんのような投手になりたい」と語った話がある。
石田は足利工の3年間でノーヒットノーランを5度記録し「北関東に石田あり」とプロのスカウトに注目された。184cm、81kgの恵まれた体格を生かした本格右腕だが、ヒジの使い方に課題を残すフォームであった。体全体の筋肉が硬い体質で肩と足の故障が多く、立ち上がりが悪い点も指摘されていた。得意球はカーブでコントロールは絶品であった。北関東の高校球界では鈴木孝政、江川卓とともに速球投手、三羽ガラスともいわれた。
1972年ドラフト会議で阪急ブレーブスが1位指名、契約金1千万円、年俸180万円でプロに身を投じた。1978年はウエスタン・リーグ最多勝率を獲得するなどファームではエースクラスの働きをするも、1軍では結果が出ず1980年引退。
1973年のドラフトでは江川卓が阪急に1位指名されており、江川とは浅からずも何かと縁があった。

## 詳細情報

### 年度別投手成績
| 年 度     | 球 団     | 登 板 | 先 発 | 完 投 | 完 封 | 無 四 球 | 勝 利 | 敗 戦 | セ 丨 ブ | ホ 丨 ル ド | 勝 率 | 打 者 | 投 球 回 | 被 安 打 | 被 本 塁 打 | 与 四 球 | 敬 遠 | 与 死 球 | 奪 三 振 | 暴 投 | ボ 丨 ク | 失 点 | 自 責 点 | 防 御 率 | W H I P |
| --------- | --------- | ----- | ----- | ----- | ----- | -------- | ----- | ----- | -------- | ----------- | ----- | ----- | -------- | -------- | ----------- | -------- | ----- | -------- | -------- | ----- | -------- | ----- | -------- | -------- | ------- |
| 1974      | 阪急      | 1     | 1     | 0     | 0     | 0        | 1     | 0     | 0        | --          | 1.000 | 31    | 6.0      | 6        | 0           | 7        | 0     | 1        | 3        | 1     | 0        | 3     | 3        | 4.50     | 2.17    |
| 1980      | 阪急      | 1     | 0     | 0     | 0     | 0        | 0     | 0     | 0        | --          | ----  | 3     | 1.0      | 0        | 0           | 0        | 0     | 0        | 0        | 0     | 0        | 0     | 0        | 0.00     | 0.00    |
| 通算：2年 | 通算：2年 | 2     | 1     | 0     | 0     | 0        | 1     | 0     | 0        | --          | 1.000 | 34    | 7.0      | 6        | 0           | 7        | 0     | 1        | 3        | 1     | 0        | 3     | 3        | 3.86     | 1.86    |

### 記録
- 初登板・初先発・初勝利：1974年6月25日、対南海ホークス前期12回戦（阪急西宮球場）、6回3失点

### 背番号
- 58（1973年 - 1980年）
- 81（1981年）